# Víctor García Hoz
Para otras personas llamadas Víctor García, vea Víctor García (desambiguación).
Víctor García Hoz (Campillo de Aranda, Burgos, 30 de marzo de 1911-Madrid, 18 de febrero de 1998) fue un pedagogo español.
Primer Doctor en Pedagogía de la universidad española, en 1944 ocupó la cátedra de Pedagogía Experimental y Diferencial en la Facultad de Filosofía y Letras de la Universidad Central, posteriormente fue director del Instituto de Pedagogía del Consejo Superior de Investigaciones Científicas (CSIC). Fue uno de los impulsores de la red de colegios Fomento de Centros de Enseñanza. 
Asimismo, fue miembro de la Real Academia de Ciencias Morales y Políticas y uno de los tres primeros miembros supernumerarios del Opus Dei.

## Biografía
Nacido en 1911 en Campillo de Aranda (Burgos), la suya iba a ser una vida dedicada por entero a la educación. Empezó ejerciendo la docencia como maestro rural. Más tarde sería director de la Escuela Aneja a la Normal de Maestros de Madrid y profesor de la Escuela de Estudios Penitenciarios. 
Concluida la Guerra civil española (1939), se casó con Nieves Rosales Lasso de la Vega.
En 1940 defendió su tesis doctoral en la Universidad Central, convirtiéndose en el primer Doctor de la Sección de Pedagogía de la facultad de Filosofía y Letras de la universidad española. En 1944 ocupó la cátedra de Pedagogía Experimental y Diferencial en la Facultad de Filosofía y Letras madrileña.
Fue director del Instituto de Pedagogía San José de Calasanz del CSIC (1945-1981) y de su Revista Española de Pedagogía (hasta 1982, cuando fue sustituido por José Antonio Ibáñez Martín). Fue fundador y presidente de honor de la Sociedad Española de Pedagogía (1949), así como director de su revista, Bordón.
El 21 de octubre de 1948 realizó la incorporación jurídica temporal al Opus Dei, institución de que fue uno de sus tres primeros miembros supernumerarios.
También parte del Consejo de Administración de la empresa educativa Fomento de Centros de Enseñanza desde su puesta en marcha (1963): en ella acometió distintas labores de asesoramiento pedagógico en paralelo a su reflexión sobre la que denominó educación personalizada.
Fue miembro de la Real Academia de Ciencias Morales y Políticas (1980-1998).

## Obra
Víctor García Hoz está considerado una de las figuras más relevantes de la pedagogía española contemporánea. Su personalidad y obra pedagógica adquirieron relieve, también internacional, como exponente de un movimiento renovador que, basado en el concepto de la educación personalizada, se desarrolló a partir de la década de los sesenta. En torno a este punto se centraron la mayoría de sus investigaciones, conformando así un cuerpo de conocimientos y estudios, también ideó diversos modelos teórico-prácticos y extendió sus experiencias a diferentes ámbitos sociales, instituciones y niveles educativos.
También realizó valiosas aportaciones en lo que se refiere al uso del método experimental en la solución de problemas educativos, y a la sistematización de los saberes pedagógicos. Debido al gran número de investigaciones científicas que tuteló, extendió su magisterio a un nutrido grupo de profesores seguidores de su escuela y original estilo de hacer.
Publicó cerca de medio centenar de libros, muchos de ellos traducidos a otros idiomas. Su obra más importante es el Tratado de educación personalizada (terminada en 1997), dividida en treinta y tres volúmenes y realizada en colaboración con profesores europeos y americanos.

### Obras de García Hoz
- Tratado de educación personalizada (1997)
- Fuerte en la edad avanzada (1990)
- Pedagogía visible y educación invisible: una nueva formación humana (1987)
- Educación personalizada (1985)
- La investigación del profesor en el aula (1984)
- La educación en la España del siglo XX (1980)
- Organización y dirección de centros educativos (1975)
- Normas elementales de pedagogía empírica (1970)
- La tarea profunda de educar (1962)
- Principios de pedagogía sistemática (1960, con sucesivas ediciones hasta 1990)
- Cuestiones de filosofía de la educación (1952)
- El nacimiento de la intimidad (1950)
- Sobre el maestro y la educación (1944)
- Pedagogía de la lucha ascética (1941)
- El concepto de lucha en la ascética española y la educación de la juventud (1940, Tesis Doctoral).

### Sobre García Hoz
- Bernal Guerrero, Antonio, Pedagogía de la persona. El pensamiento de Víctor García Hoz, Escuela Española, Madrid, 1994.
- Millán Puelles, Antonio, “Víctor García Hoz: in memoriam”, Bordón. Revista de orientación pedagógica, vol. 51, Nº 2, 1999, pp. 195-198. ISSN 0210-5934
- Veci Lavín, Carlos, "Pedagogía y sociedad de masas en España: Víctor García Hoz (1960-1975)", Studia et Documenta, 19, 2025, pp. 307-355.
- "Víctor García Hoz, Miembro de la Real Academia de Ciencias Morales y Políticas (España)". Diario El Sol. Madrid, 26 de junio de 1990.
- Homenaje a Víctor García Hoz. Número monográfico de la Revista Española de Pedagogía. Año LVII, nº 212, enero-abril de 1999. Instituto Europeo de Iniciativas Educativas.